# Józef Krasnowolski

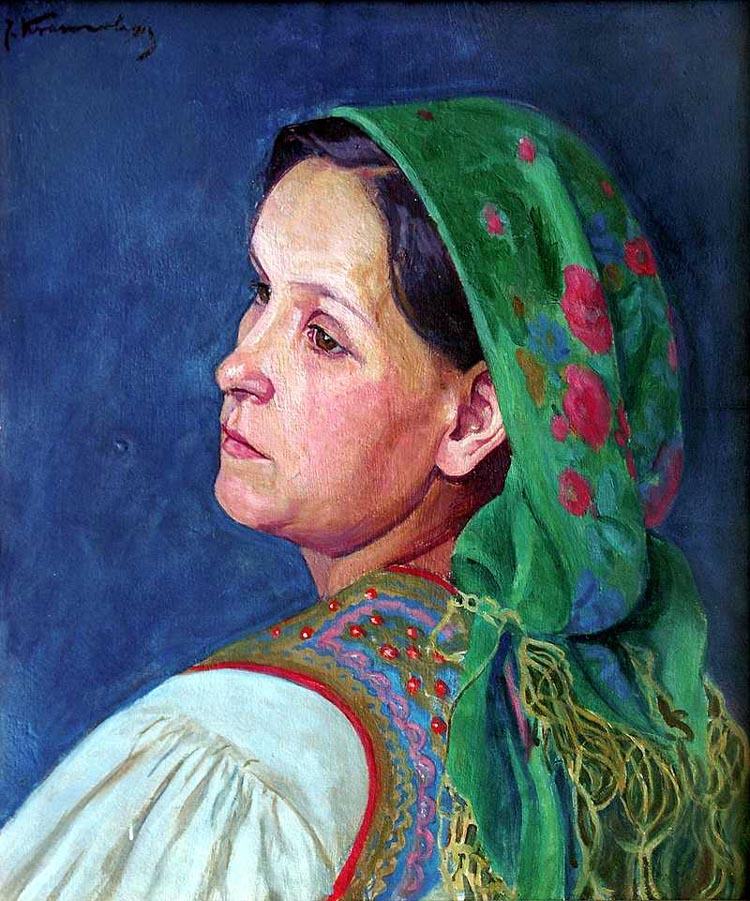
Portret żony

Józef Krasnowolski (ur. 25 września 1879 w Kwidzynie, zm. 29 listopada 1939 w Krakowie) – polski malarz.

## Studia
Był drugim synem Antoniego Krasnowolskiego (ur. 18 stycznia 1855, zm. 14 sierpnia 1911), pedagoga, filologa i tłumacza oraz Augusty von Thumen (zm. 1935). Rodzina Krasnowolskich herbu Radwan wywodzi się prawdopodobnie z Pomorza. Pochodzenie nazwiska zdaje się wyjaśniać „Słownik języka polskiego” Lindego: Krasnowolia jest kubek, albo jak Słowianie nazywają mirnaja czasza albo poczerpało, w które się więcej nie wlewa, jeno pół kwarty wina; czara; czasza od wina.
Od 1896 roku studiował w Warszawie u Wojciecha Gersona; w  1898 pojawił się w Krakowie jako student Szkoły Sztuk Pięknych, zapoczątkowując krakowską gałąź rodziny. Fascynowało go nie tylko miasto, lecz i jego okolica. Widok Skały Kmity pod Zabierzowem był dla przybysza z pomorskich i mazowieckich równin czymś tak niezwykłym, że swym wrażeniom poświęcił cały niemal list do rodziców (z 10 kwietnia 1899): W przeszłym tygodniu robiliśmy wycieczkę do Zabierzowa, do Skały Kmity (...). Jest to jedna z tych czarujących miejscowości, w jakie obfitują okolice Krakowa. Skała Kmity leży w odległości 2 wiorst od stacji. Olbrzym ten ukazuje się niespodziewanie idącym drogą przez las, przez co zyskuje na wrażeniu, to wynurza się od razu w całej swej okazałości. Wysoka na jakie pięć prętów skała w górnej części stoi odosobniona, na kształt wieży. Jedną ścianę ma prawie prostopadłą. Poza nią wznosi się ściana również wysoka, złożona z brył najfantastyczniejszych kształtów. Ogromne głowy piętrzą się wysoko, jedne nad drugimi, utrzymując się własnym tylko ciężarem. Zdaje się, jak gdyby olbrzymi jacyś naznosiwszy z całej okolicy głazów, dla zabawy zbudowali ów dziwaczny pomnik, a po dokonaniu figli, resztę zbywającego materiału porzucili obok. Przerażające w swym nieładzie, przygniata ogromem. Ale był ktoś, co zużytkował ten wspaniały kaprys natury. Objaśnia nas o tym wykuty na przedniej ścianie skały kulawy wiersz (...). Szkoda, ze w pośpiechu zapomniałem zanotować ściślej ortografii. Ale nie mógł pan Kmita lepiej wybrać: połowa tej wysokości wystarczyłaby mu w zupełności na rozbicie łba. Wdrapywaliśmy się na wierzchołek. Ja nawet z zamiłowania zrobiłem to dwa razy. Skała miejscami jest popękana. Od strony północnej pokryta szmatami mchu, zczerniała, to znów biała na płaszczyznach leżących poziomo, lśniąca, śliska. Wejście na sam szczyt dla tych, co nie umieją łazić po górach przedstawia niejakie trudności (...). Do polowy wchodzi się po pochyłości wzgórza z łatwością. Potem już gorzej. Trzeba się wspinać, trzymając się za wystające części skał. Już też na ostatni głaz, leżący bezpośrednio nad przepaścią, nikt z nas nie odważył się wejść, trwoga jest zbyt wielka (...). Malowaliśmy, o ile wiatr chłodny na to pozwalał, skałę z pewnej odległości.

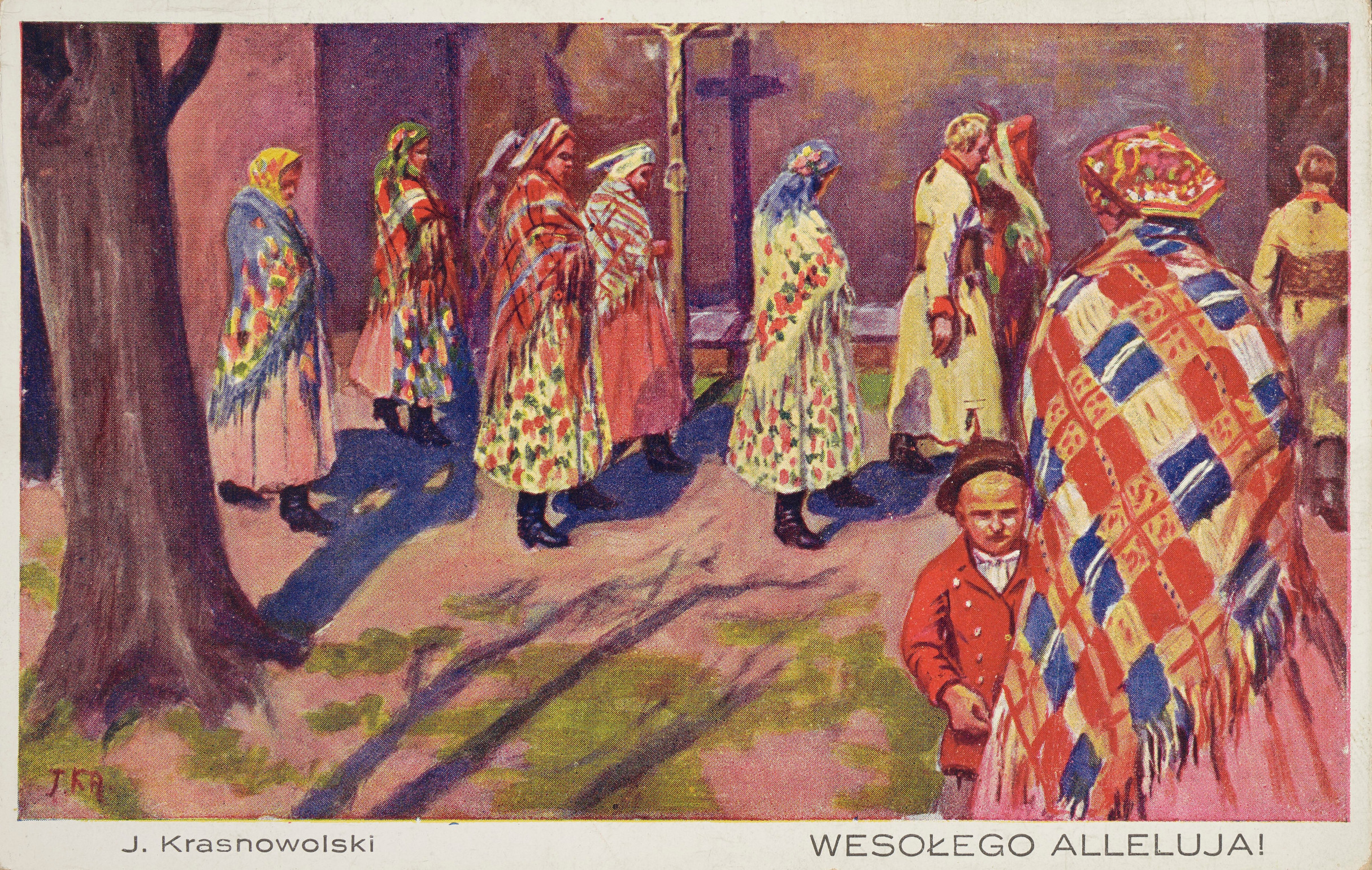
Józef Krasnowolski pocztówka

W Szkole Sztuk Pięknych studiował początkowo w pracowni Jacka Malczewskiego (do 1900), potem Leona Wyczółkowskiego (1900/1901). Z zachowanych świadectw wynika, że jako student otrzymywał wysokie oceny, wyłącznie celujące i bardzo dobre „z rysunków całych figur z antyków”, „z rysunków głów i figur żywej natury”, „z rysunków wieczornych przy lampach”, „z malarstwa głów z natury”, „z aktu akademickiego”, „z prób kompozycyjnych”, „z anatomii”; jego ówczesne prace były nagradzane (np. w r. 1900/1901 otrzymał „drugą nagrodę za kompozycję, trzecią za akt ranny”). Uczestniczył też w plenerach malarskich, organizowanych przez Jana Stanisławskiego. Na jednym z takich wyjazdów w podkrakowskich Bieńczycach poznał swą przyszłą żonę – piękną wiejską dziewczynę, Salomeę Wiktorię Turbas (1882-1957), córkę zamożnej chłopskiej rodziny – Grzegorza i Salomei z Biernacików. Według rodzinnej tradycji Turbasowie mieli wywodzić się od jeńców tatarskich, osadzonych na roli w XVII lub XVIII w. Ślub odbył się 5 listopada 1902 w krakowskim kościele św. Mikołaja, wesele zaś w bieńczyckiej chacie panny młodej. Nie tak słynne, jak ówczesne wesela Włodzimierza Tetmajera, Stanisława Wyspiańskiego i Lucjana Rydla, zgromadziło krakowski świat artystyczny z Leonem Wyczółkowskim na czele i przeszło do rodzinnej legendy.
Jeszcze przed ślubem uzupełniał swe malarskie wykształcenie w Monachium (1901/1902). Nie palił się do tego wyjazdu; jak wcześniej pisał do rodziców: szkoła monachijska niema wielu u nas zwolenników i zraża do niej przede wszystkim sam jej kierunek, dość niezgodny z naszym; bardziej pociągały go studia w Rzymie, dokąd by z wielką radością pojechał, bowiem są tam szkoły francuskie i angielskie, cieszące się wielkim uznaniem, niezbyt drogie, chociaż Rządowa Akademia ma być podobno niewiele warta.

## 1902-1914
Po powrocie z Monachium i ślubie zamieszkał (do 1914) w Bieńczycach (wówczas podkrakowskiej wsi), w chłopskiej chacie udostępnionej przez Franciszka Ptaka. Tutaj przyszli na świat jego czterej synowie: 
- Franciszek (ur. 16 kwietnia 1903, zm. 19 kwietnia 1944; obdarzony dużym talentem artystycznym, którego nie zdołał wykorzystać; zmarł w stosunkowo młodym wieku na gruźlicę),
- Kazimierz (pedagog, biolog),
- Witold (o naturze poszukiwacza przygód; w młodym wieku z poznaną w Wilnie żoną wyemigrował do Brazylii, gdzie przez pewien czas był prezesem Związku Polaków; próbował uprawiać kawę i zakładać linie autobusowe; mieszkał na odludziu, w dziewiczym lesie, wraz z dziewiątką dzieci – własnych i adoptowanych, korespondując z rodziną aż do śmierci ok. 1957),
- Włodzimierz (ur. 29 grudnia 1912, zm. 20 grudnia 1981; w okresie okupacji hitlerowskiej był żołnierzem AK, bezpośrednio po wojnie ukrywał się; potem pracował jako leśnik w Brzegu nad Odrą i w Toruniu oraz jako instruktor w Zakładach Tytoniowych w Krakowie).

W okresie tym kształtowało się ostatecznie oblicze artystyczne Józefa i dominująca tematyka jego dzieł: podkrakowskie pejzaże z pasiastymi, błękitno-rudymi chałupami krytymi strzechą, portrety dziewcząt w krakowskich strojach (najczęściej pozowała mu żona, nie tolerująca innych modelek) i dzieci, zwłaszcza własnych synów. Od 1903 zaczął regularnie uczestniczyć w wystawach krakowskiego Towarzystwa Przyjaciół Sztuk Pięknych i warszawskiej Zachęty oraz mniej regularnie w Poznaniu, Częstochowie, Lwowie i za granicą (m.in. w Pradze, w Wiedniu, w Monachium, Budapeszcie, Kijowie, Dreźnie). Spotykał się z uznaniem krytyków; pochlebne recenzje zamieściły „Tygodnik Ilustrowany”, „Świat”, „Sfinks”, „Życie i Sztuka”. To ostatnie czasopismo tak pisało w r. 1905: Pan Józef Krasnowolski, młody malarz krakowski, zwrócił na siebie powszechną uwagę w Warszawie na ostatniej wystawie w Pałacu Sztuki „Madonną Chłopską”, która stała się prawdziwym „ewenementem” w naszej historii sztuki. Po raz pierwszy pierwiastki ludowe, etnograficzne, czysto swojskie, udało się stopić w prawdziwie artystyczne elementy, na obrazie na wskroś polskim i oryginalnym. Zadanie nie było łatwem, a p. Krasnowolski bynajmniej go sobie nie ułatwił, biorąc z palety swojej tony jaskrawe, szafranowe, amarantowe, zielone, mniej więcej takie, jakie się widzi na skrzyniach krakowskich i gorsetach dziewczyn bronowickich (...). „Madonnę Chłopską” porwał jakiś amator z wystawy (za dwieście rubli, jak słyszałem) i prawdziwa to szkoda. To dzieło szczęśliwe i zapewne inaugurujące coś w rodzaju epoki w naszym malarstwie, chciałoby się widzieć w jednym ze starszych naszych kościołów warszawskich, gdzie ciekawemu cudzoziemcowi tak mało mamy do pokazania.
Najcenniejsze prace powstały po krótkim pobycie w Paryżu (1909). Cieszył się wówczas uznaniem, eksponując swe dzieła wraz z czołowymi twórcami Młodej Polski: w 1911 r. otrzymał II nagrodę na I wystawie sztuki kościelnej w Krakowie (I nagrody nie przyznano) za Serce Jezusa (dziś w kościele w Krzesławicach), nieco później – nagrodę w Wiedniu za akty czterech kąpiących się chłopców (zapewne synów). Został członkiem kilku organizacji artystycznych: krakowskiego „Zero”, warszawskiego „Odłamu” i wiedeńskiego „Hegebundu”. Jego dzieła trafiły do wydanego w Paryżu albumu sztuki polskiej (1912).

## 1914–1939

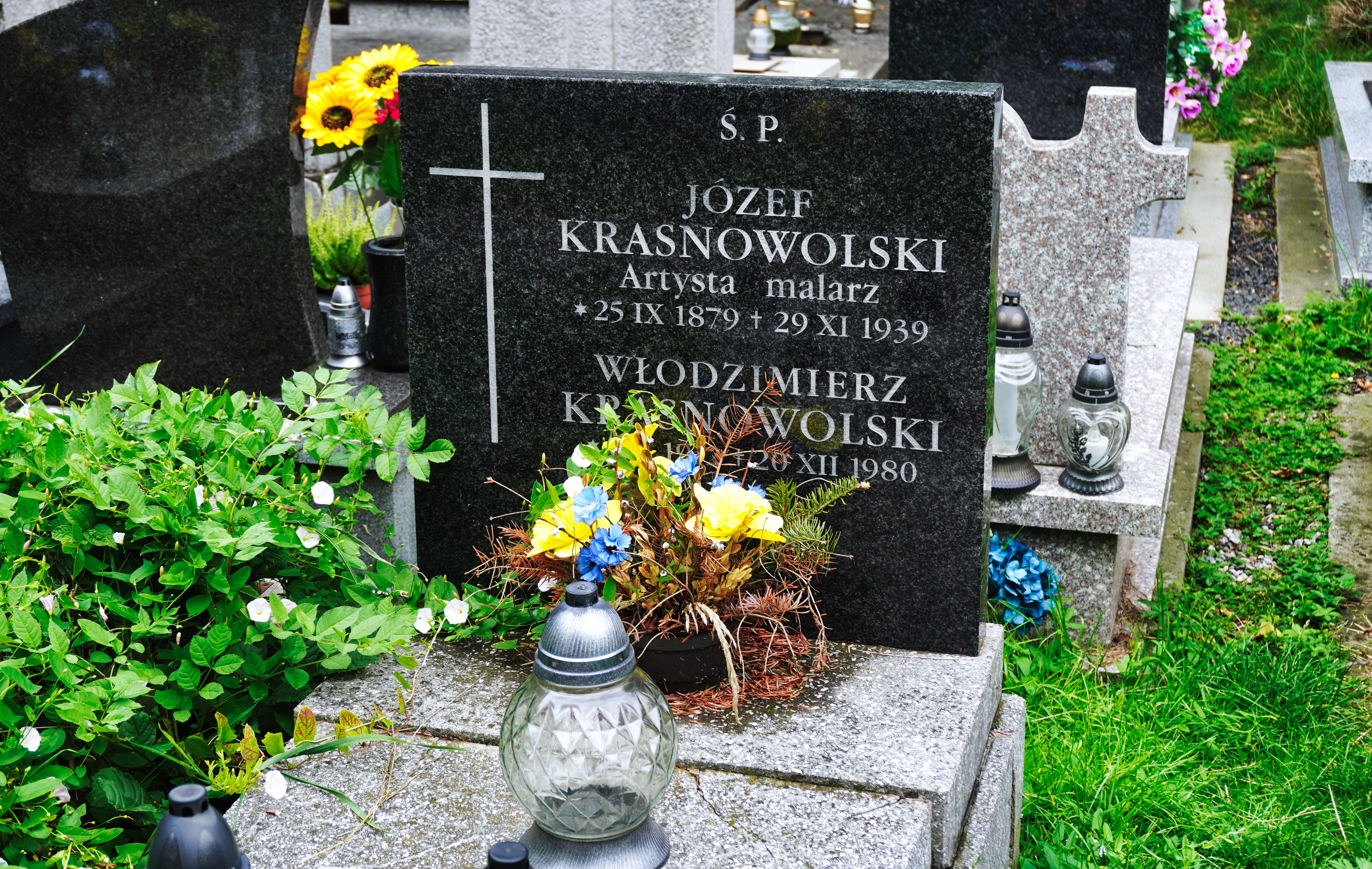
Grób Józefa Krasnowolskiego na Cmentarzu Rakowickim w Krakowie

Jego sytuacja finansowa była trudna; aby ją poprawić wydał serie pocztówek. W 1914 przeniósł się z rodziną z Bieńczyc do Krakowa (mieszkanie przy ul. Kalwaryjskiej 64). Sukcesy artystyczne przerwała I wojna światowa. Zmniejszony popyt na obrazy zmusił go do ulegania gustom klientów; poziom prac obniżył się. Po wojnie podjął pracę w Polskiej Agencji Telegraficznej, w 1925 chwilowo przeniósł się z rodziną do Mysłowic, gdzie uczył rysunku w gimnazjum. Stan jego zdrowia stale się pogarszał: wylew (1926) był przyczyną niedowładu palców, rozwijała się jaskra, którą częściowo tylko zahamowała operacja (1934). Ostatni sukces to „Zaszczytne Wyróżnienie” w warszawskiej „Zachęcie” za Chatę w słońcu (1931). Pod koniec życia był człowiekiem nieszczęśliwym, zapomnianym przez przyjaciół, z których wierny pozostał mu jedynie rzeźbiarz Bronisław Pelczarski (1878-1951). W ostatnich latach życia Józefa i Salomeę wspierał finansowo ich syn Kazimierz, wówczas początkujący nauczyciel.
Józef Krasnowolski przybity wybuchem wojny zmarł 29 listopada 1939 r. Został pochowany na cmentarzu Rakowickim. W pobliżu miejsca, gdzie mieszkał w Bieńczycach, znajduje się ulica nosząca jego imię.